# Henry Christian Wente
Henry Christian Wente (Nova Iorque, 18 de agosto de 1936) é um matemático estadunidense.
Wente estudou na Universidade Harvard, onde obteve o bacharelado em 1958 e um mestrado em 1959, com um doutorado em 1966, orientado por Garrett Birkhoff, com a tese Existence Theorems for Surfaces of Constant Mean Curvature and Perturbations of a Liquid Globule in Equilibrium. Em 1963 foi instrutor e depois professor assistente na Tufts University e em 1971 professor assistente e mais tarde professor da Universidade de Toledo.
Em 2012 foi fellow da American Mathematical Society, e é membro da Associação Americana para o Avanço da Ciência. Foi palestrante convidado do Congresso Internacional de Matemáticos em Berkeley (1986: Immersed tori of constant mean curvature in {\displaystyle R^{3}}.